# 苏尔策莫斯
苏尔策莫斯是德国巴伐利亚州的一个市镇。总面积19.04平方公里，总人口2707人，其中男性1387人，女性1320人（2011年12月31日），人口密度142人/平方公里。